# Psammoryctides deserticola
Psammoryctides deserticola is een ringworm uit de familie van de Naididae. De wetenschappelijke naam van de soort is voor het eerst geldig gepubliceerd in 1877 door Grimm.